# Ulrich de Richental
Ulrich de Richental (1360 - † 1437) était un habitant de Constance et en tant que tel chroniqueur et historiographe du Concile de Constance (1414-1418).

## Œuvre
- Ulrich Richental, Chronik des Konstanzer Konzils, Ausg. Anton Sorg, Augsburg 1483. Chronik des Konstanzer Konzils (in:German armorials) (de)

## Fac-similé
(de) Fac-similé complet du Chronik des Konstanzer Konzils
- Notices d'autorité :   - VIAF
  - ISNI
  - BnF (données)
  - IdRef
  - LCCN
  - GND
  - Espagne
  - Pologne
  - Israël
  - NUKAT
  - Suède
  - Vatican
  - Norvège
  - Tchéquie
  - Grèce
  - WorldCat